# Hoa hậu Trái Đất Ba Lan
Hoa hậu Trái Đất Ba Lan là danh hiệu được trao cho một phụ nữ Ba Lan đại diện cho Ba Lan tại cuộc thi Hoa hậu Trái Đất, đây là cuộc thi sắc đẹp quốc tế thường niên nhằm thúc đẩy nhận thức về môi trường. Cuộc thi quốc gia của Hoa hậu Trái Đất cho Ba Lan được tổ chức bởi Showbiz mà Carousel Productions, chủ sở hữu của Hoa hậu Trái Đất, đã trao nhượng quyền thương mại vào năm 2015. Chủ sở hữu nhượng quyền trước đây cho Hoa hậu Trái Đất ở Ba Lan là Hoa hậu Polonia.
Ba Lan là một trong những quốc gia hàng đầu tại cuộc thi Hoa hậu Trái Đất. Kể từ năm thứ mười bốn, Ba Lan đã có thể đóng góp tám vị trí bao gồm Miss Fire (Á hậu 3) (2003) và Miss Water (Á hậu 2) (2005).

## Lịch sử

### 2002-2014: Hoa hậu Polonia
Hoa hậu Polonia là một cuộc thi chịu trách nhiệm gửi các đại biểu đến các cuộc thi Hoa hậu Hoàn vũ và Hoa hậu Quốc tế. Danh hiệu Hoa hậu Trái Đất Ba Lan được trao cho một á quân hoặc một thí sinh được chỉ định. Tuy nhiên, từ 2003-2007, Hoa hậu Polonia đã gửi người chiến thắng chính từ năm trước với ngoại lệ vào năm 2006, nơi họ bổ nhiệm người về nhì.
Đại biểu cuối cùng cho Hoa hậu Trái Đất từ cuộc thi Hoa hậu Polonia là Patrycja Dorywalska, một trong năm thí sinh lọt vào vòng chung kết tại Hoa hậu Polonia 2012.

### 2015-2017: Showbiz và Hoa hậu Egzotica
Hoa hậu Egzotica là một cuộc thi thường niên dành cho phụ nữ Ba Lan có nguồn gốc đa chủng tộc. Cuộc thi hỗ trợ sự đa dạng để nâng cao nhận thức ở Ba Lan. Cuộc thi đã được BCC, Ủy ban Kinh tế và Xã hội Châu Âu tại Brussels và Bộ Ngoại giao trao tặng Huân chương Châu Âu. 

### 2018-nay: Hoa hậu Trái Đất Ba Lan
Năm 2018, Tổ chức Hoa hậu Trái Đất ủy quyền cho Francys Barraza-Sudnicka (Hoa hậu Hoàn vũ Ba Lan 2006 và Hoa hậu Trái Đất Ba Lan 2006) làm giám đốc quốc gia mới và tổ chức cuộc thi Hoa hậu Trái Đất Ba Lan mới thành lập.

## Tiêu đề
Danh sách chỉ bao gồm những người chiến thắng và chủ sở hữu vương miện kể từ khi khai mạc cuộc thi Hoa hậu Trái Đất Ba Lan năm 2018. 
| Năm  | Hoa hậu Trái Đất Ba Lan | Hoa hậu Trái Đất Ba Lan - Không khí | Hoa hậu Trái Đất Ba Lan - Nước | Hoa hậu Trái Đất Ba Lan - Lửa |
| 2018 | Aleksandra Grysz        | Karina Pochwała                     | Kaja Klimkiewicz               | Sandra Staszewska             |

## Đại diện Hoa hậu Trái Đất
Danh sách này bao gồm tất cả các đại diện Ba Lan từ năm 2002 đến nay đã đi thi tại Hoa hậu Trái Đất.
Màu sắc chính
- Hoa hậu
- Á hậu
- Lọt vào vòng chung kết hoặc bán kết

| Năm | Hoa hậu Ba Lan       | Quê nhà             | Vị trí                 | Giải thưởng đặc biệt                | Danh hiệu quốc gia                     |
| 2019 | Kirtyna Sokołowska   | Bialystok           | Top 10                 | liên_kết= Áo tắm (Lửa)              |                                        |
| 2018 | Aleksandra Grysz     | Iława               |                        |                                     |                                        |
| Hoa hậu Trái Đất Ba Lan |                      |                     |                        |                                     |                                        |
| 2017 | Dominika Szymańska   | Poznań              |                        | liên_kết=Trang phục Resort (Nhóm 1) |                                        |
| 2016 | Magdalena Kucharska  | Brzozowa            |                        |                                     |                                        |
| 2015 | Magdalena Ho         | Sosnowiec           |                        |                                     | Hoa hậu Egzotica 2014                  |
| Miss Egzotica |                      |                     |                        |                                     |                                        |
| 2014 | Patrycja Dorywalska  | Warsaw              |                        | liên_kết= Đồ bơi đẹp nhất           | Chung kết Top 5 Hoa hậu Polonia 2012   |
| 2013 | Aleksandra Szczęsna  | Warsaw              | Top 8                  | Hoa hậu ăn ảnh                      | Hoa hậu Polonia 2012 Á hậu 2           |
| 2012 | Justyna Rajchot      | Poznań              | Top 16                 |                                     | Chung kết Top 8 Hoa hậu Polonia 2011   |
| 2011 \| colspan=5 data-sort-value="" style="background: var(--background-color-interactive, #ececec); color: var(--color-base, inherit); vertical-align: middle; text-align: center; " class="table-na" \| NO PAGEANT |                      |                     |                        |                                     |                                        |
| 2010 | Beata Polakowska     | Ostrów Mazowiecka   |                        |                                     | Chung kết Top 5 Hoa hậu Polonia 2009   |
| 2009 | Izabela Wilczek      | Pabianice           | Top 8                  |                                     | Chung kết Top 10 Hoa hậu Polonia 2007  |
| 2008 | Karolina Filipkowska | Łódź                | Top 16                 |                                     | Chung kết Top 5 Hoa hậu Polonia 2008   |
| 2007 | Barbara Tatara       | Łódź                |                        |                                     | Hoa hậu Polonia 2007                   |
| 2006 | Francys Sudnicka     | Valencia            | Top 8                  |                                     | Chung kết Top 5 Hoa hậu Polonia 2005   |
| 2005 | Katarzyna Borowicz   | Ostrów Wielkopolski | Hoa hậu nước (Á hậu 2) |                                     | Hoa hậu Polonia 2004                   |
| 2004 | Karolina Gorazda     | Krakow              | Top 16                 |                                     | Hoa hậu Polonia 2003                   |
| 2003 | Marta Matyjasik      | Zgorzelec           | Miss Fire (Á hậu 3)    |                                     | Hoa hậu Polonia 2002                   |
| Hoa hậu Polonia |                      |                     |                        |                                     |                                        |
| 2002 | Agnieszka Portka     | Szczecin            |                        |                                     | Chung kết Top 10 Hoa hậu Phần Lan 1999 |
| Hoa hậu Polski |                      |                     |                        |                                     |                                        |